# 聖史蒂芬王冠領
聖史蒂芬王冠領（匈牙利語：a Szent Korona Országai），又稱匈牙利高王國（拉丁語：Archiregnum Hungaricum）、外萊塔尼亞（拉丁語：Transleithania），是奧匈帝國內匈牙利的領土部分。聖史蒂芬王冠領是1867年奧地利-匈牙利妥協的產物，使匈牙利成為哈布斯堡王朝治下雙元奧匈帝國的構成國。按照1868年克羅地亞-匈牙利妥協協議，聖史蒂芬王冠領同時還包括了克罗地亚-斯拉沃尼亚王国。一戰之後聖史蒂芬王冠領隨著奧匈帝國解體而消失，匈牙利爆發革命成立了匈牙利民主共和国，而克羅地亞-斯拉沃尼亞王國地區則與塞爾維亞、波斯尼亞與黑塞哥維那等地成立了斯洛文尼亚人、克罗地亚人和塞尔维亚人国。